# Фердинанд Максимилиан (Източна Фризия)
Фердинанд Максимилиан фон Източна Фризия-Ритберг (на немски: Ferdinand Maximilian von Ostfriesland-Rietberg; * 8 май 1653; † 10 юни 1687)от страничната линия Ритберг на фризийския род Кирксена от Източна Фризия е последният граф на Ритберг (1680 – 1687).

## Биография
Той е син на граф Йохан IV фон Източна Фризия-Ритберг (1618 – 1660) и съпругата му Анна Катарина фон Залм-Райфершайт (1624 – 1691), дъщеря на граф и алтграф Ернст Фридрих фон Залм-Райфершайт († 1639) и графиня Мария Урсула фон Лайнинген-Дагсбург-Фалкенбург († 1649). Брат е на Фридрих Вилхелм († 31 декември 1640, убит като офицер в битка при Страсбург), граф на Ритберг (1660 – 1677), и на Франц Адолф Вилхелм († 1690), духовник и граф на Ритберг (1677 – 1680).
Като малък син Фердинанд Максимилиан рано е определен за духовна кариера и още на четири години му е осигурена служба като домхер в Кьолн. От 1662 до 1667 г. следва в Падерборн. Той става домхер в Страсбург и малко време също в Мюнстер. Между 1671 и 1672 г. следва право в Париж. След една година е помазан за дякон.
Брат му Франц Адолф Вилхелм е духовник и се отказва от графската служба в полза на Фердинанд Максимилиан. До 1685 г. той обаче е опекун на управлението. През 1685 г. Фердинанд Максимилиан поема наистина управлението и се жени същата година за Франциска графиня фон Мандершайд-Бланкенхайм. Понеже е помазан получава разрешение от папата. Племенните съсловия подаряват доброволно на двойката паричната сума от 6000 имперски талера.
Фердинанд Максимилиан умира след две години на 10 юни 1687 г. на 34 години и е погребан в манастир Ритберг. Тогава съпругата му е бременна. Графството Ритберг отива първо обратно на брат му Франц Адолф Вилхелм. Понеже той е привърженик на френския почитател кардинал Вилхелм Егон фон Фюрстенберг-Хайлигенберг получава също присъда и бяга при Фюрстенберг във Франция. С него свършва редът на регентите на графството Ритберг от фамилията от Източна Фризия.
Дъщерята на Фердинанд Максимилиан Мария Ернестина Франциска успява с големи трудности да получи наследството си, което чрез брака ѝ отива на фамилията фон Кауниц.

## Фамилия
Фердинанд Максимилиан се сгодява на 13 януари 1684 г. и се жени на 4 октомври 1685 г. в Бланкенхайм, район Кьолн, за графиня Йоханета Елизабет Франциска фон Мандершайд-Бланкенхайм (* 26 септември 1663; † 29 април 1704 на 40 години), дъщеря на граф Салентин Ернст фон Мандершайд-Бланкенхайм (* 22 декември 1630; † 18 февруари 1705) и графиня Юлиана Кристина Елизабет фон Ербах-Ербах (* 10 ноември 1641; † 26 ноември 1692). Те имат една дъщеря:
- Мария Ернестина Франциска, графиня фон Ритберг (* 1 август 1686, Ритберг; † 1 януари 1758, Брун), омъжена на 6 август 1699 г. във Виена за граф Максимилиан Улрих фон Кауниц-Ритберг (* 27 март 1679, Виена; † 10 септември 1746, Брун), родители на:
  - Венцел Антон фон Кауниц-Ритберг (* 2 февруари 1711, Виена; † 27 юни 1794, Виена), 1764 г. 1. княз на Кауниц-Ритберг

Вдовицата му Йоханета Елизабет Франциска фон Мандершайд-Бланкенхайм се омъжва втори път на 28 декември 1692 г. за граф Арнолд Мориц Вилхелм (Филип Конрад) фон Бентхайм-Щайнфурт (1663 – 1701).